# Еншантед Оукс (Тексас)
Еншантед Оукс (енгл. Enchanted Oaks) град је у америчкој савезној држави Тексас. По попису становништва из 2010. у њему је живело 326 становника.

## Демографија
Према попису становништва из 2010. у граду је живело 326 становника, што је 31 (8,7%) становника мање него 2000. године.
| Група             | 2000.       | 2010.       |
| Белци             | 335 (93,8%) | 293 (89,9%) |
| Афроамериканци    | 2 (0,6%)    | 1 (0,3%)    |
| Азијати           | 0 (0,0%)    | 0 (0,0%)    |
| Хиспаноамериканци | 11 (3,1%)   | 24 (7,4%)   |
| Укупно            | 357         | 326         |